# Международный аэропорт имени Джулиуса Ньерере

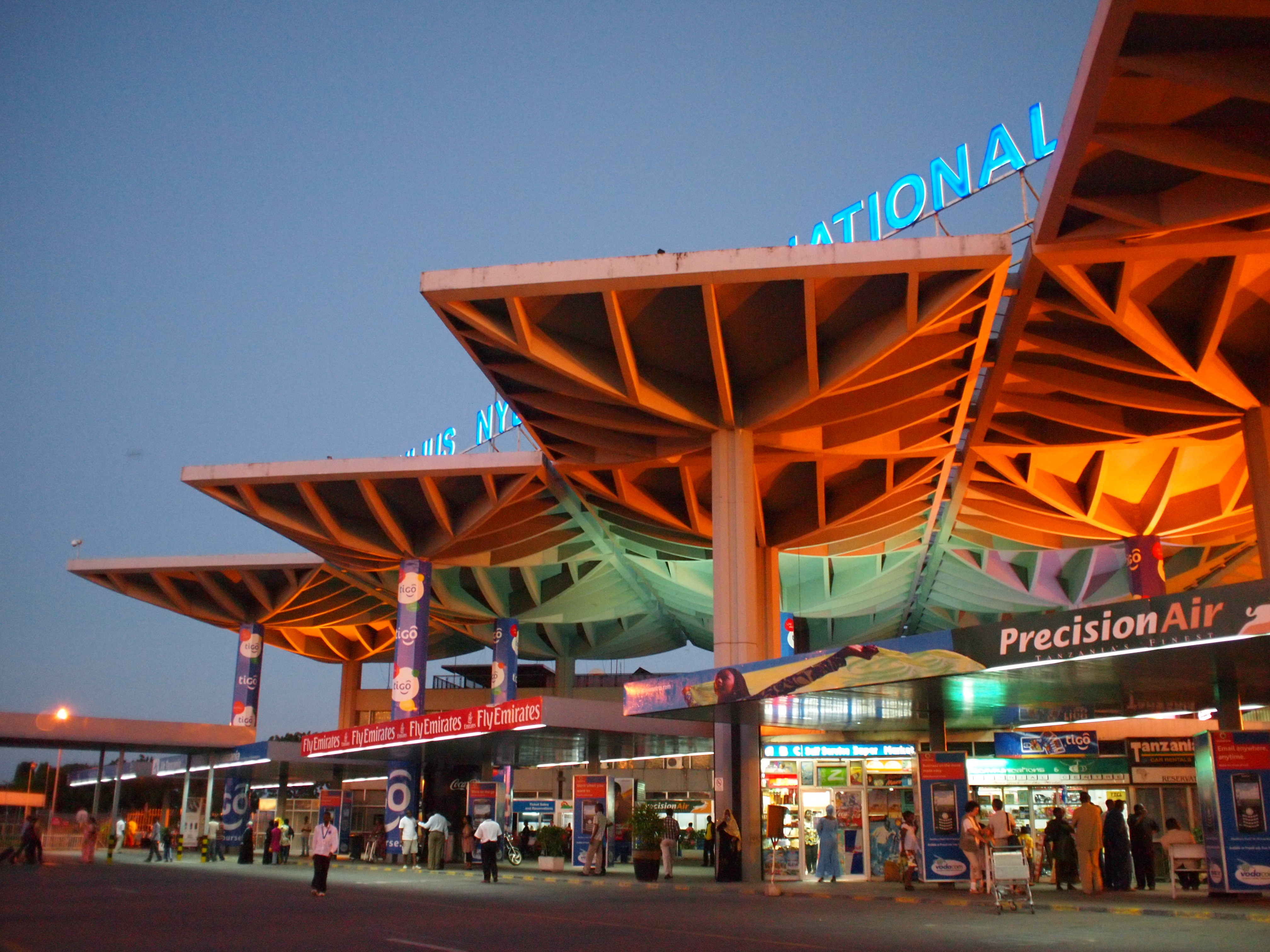
Железобетонная крыша терминала 2 олицетворяет полог тропического леса

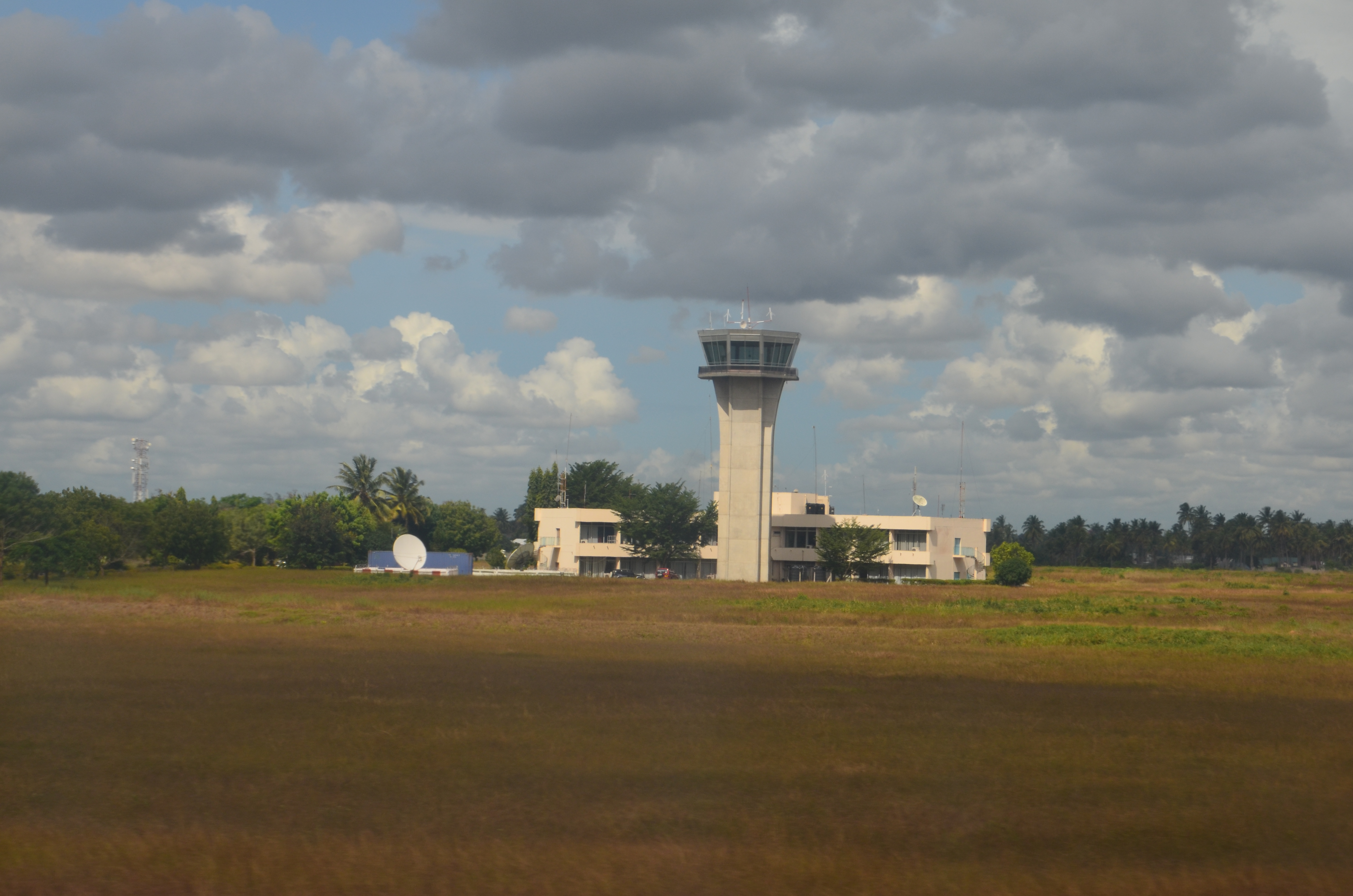
Контрольно-диспетчерская вышка

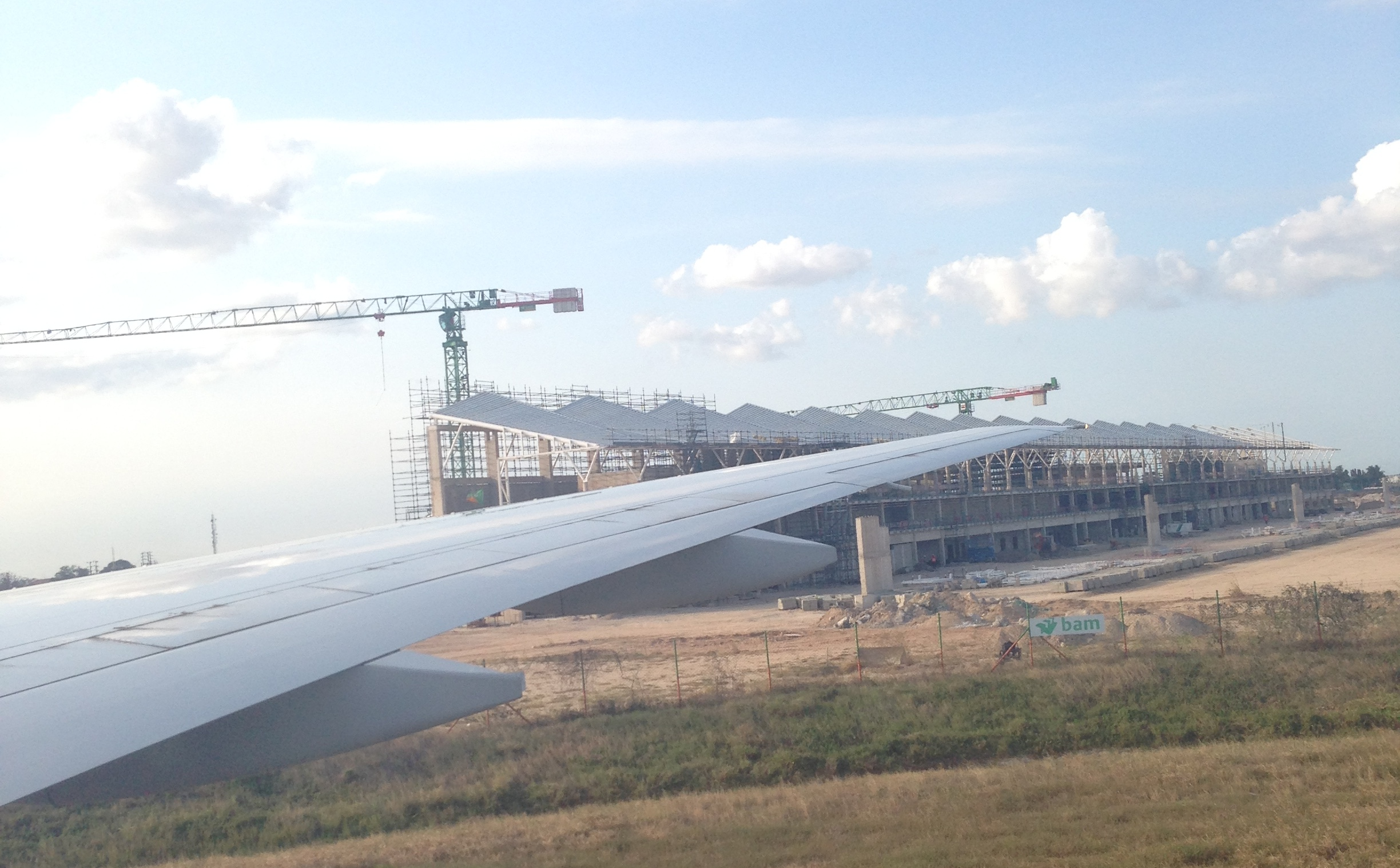
Терминал 3 в процессе строительства, июль 2015 года

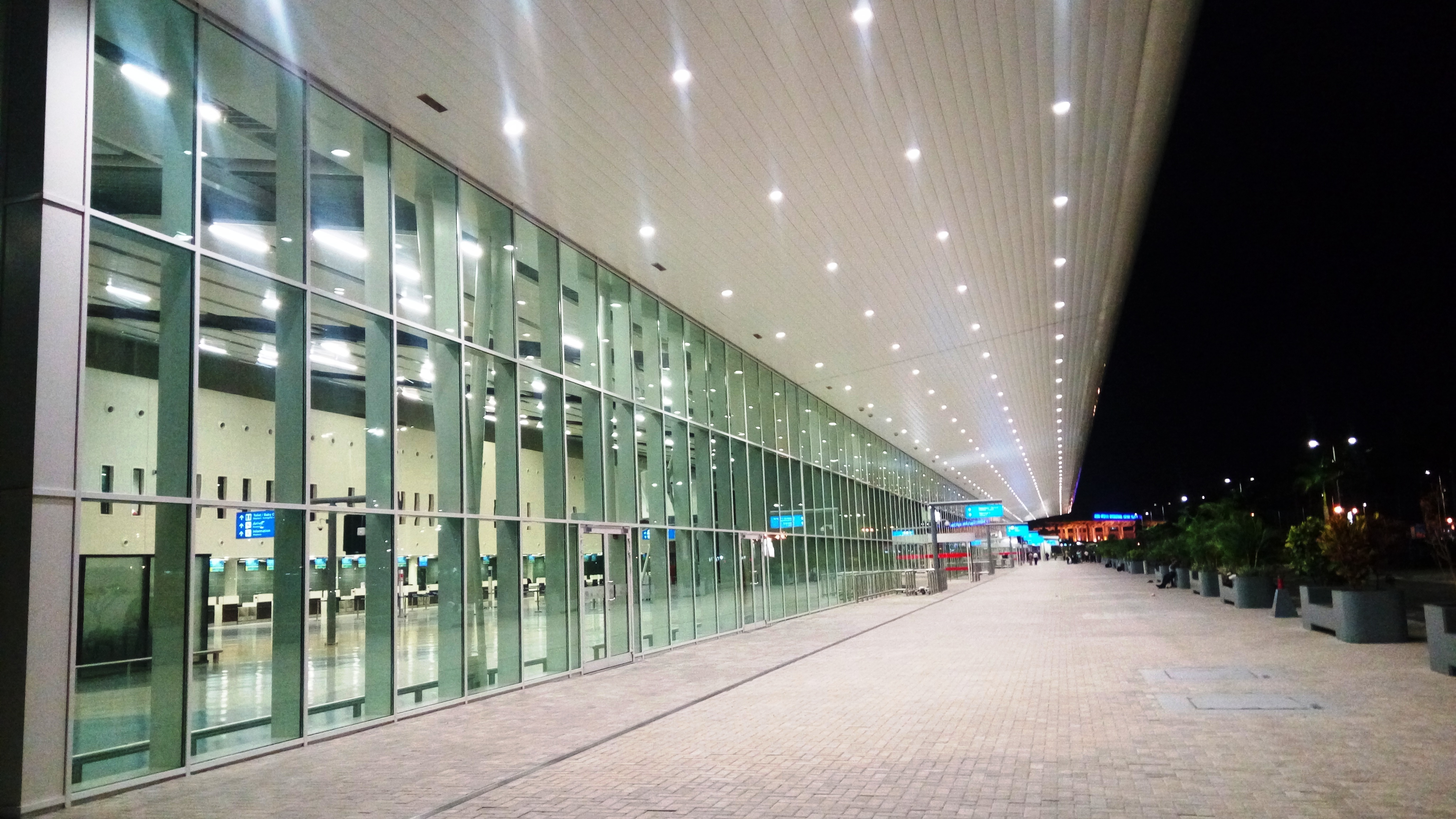
Терминал 3

Международный аэропорт имени Джулиуса Ньерере (англ. Julius Nyerere International Airport, суахили Uwanja wa ndege wa Kimataifa wa Julius Nyerere); (ИАТА: DAR, ИКАО: HTDA) — международный аэропорт в Дар-эс-Саламе, крупнейшем городе Танзании. Он расположен в 12 км (7,5 миль) к юго-западу от центра города. Аэропорт обслуживает рейсы в Африку, Европу и Ближний Восток. Он назван в честь Джулиуса Ньерере, первого президента страны.

## История
В октябре 2005 года, Международный аэропорт Дар-эс-Салам (англ. Dar es Salaam International Airport (DIA)) был переименован в Международный аэропорт имени Муалиму Джулиуса Камбарадже Ньерере (англ. Mwalimu Julius Kambarage Nyerere International Airport) и 1 ноября 2006 года в Международный аэропорт имени Джулиуса Ньерере (англ. Julius Nyerere International Airport). В период с 1980 по 2004 годы услугами аэропорта воспользовались 9 501 265 пассажиров, что составляет примерно 2 770 пассажиров в день.
В апреле 2013 года Танзанийское управление аэропортами (англ.) подписало контракт на сумму 275 млрд танзанийских шиллингов с нидерландской компанией Royal BAM Group/BAM International на строительство первой очереди терминала 3 с пропускной способностью 3,5 млн пассажиров в год. В ноябре 2015 года в ходе второй фазы строительства этой компании была выделена сумма в 110 млн долл. США, что добавило к запроектированной пропускной способности терминала еще 2,5 млн пассажиров в год. После завершения строительства терминала 3 ожидалось, что терминал 2 будет обслуживать только пассажиров местных рейсов. Имеются планы построить железнодорожную колею и соединить аэропорт с городом. Вагоны для аэроэкспресса были закуплены в 2014 году.
Терминал 3 был построен на государственные средства и начал свою работу в августе 2019 года. В октябре 2022 года было объявлено, что терминал 2 скоро будет отремонтирован правительством Танзании. В феврале 2022 года управление аэропортов Танзании объявило о своих планах строительства четырехзвездочного гостинично-коммерческого комплекса в аэропорту.

## Терминалы
В аэропорту Дар-эс-Салама три терминала:

### Терминал 1
Это небольшой терминал, обслуживающий чартерные рейсы и частные самолеты. Его годовая мощность составляет 500 000 пассажиров. Его работа в качестве международного терминала прекратилась в 1984 году после завершения строительства терминала 2.

### Терминал 2
Используется для внутренних и региональных регулярных рейсов. Способен обслуживать 1,5 миллиона пассажиров.

### Терминал 3
Самый новый терминал, открытый в августе 2019 года. Он используется для международных рейсов. Терминал состоит из двух зон, зоны I и зоны II. В терминале 58 предприятий, которые относятся к сферам розничной торговли и предоставления услуг.

## Авиакомпании и направления

### Пассажирские
В аэропорту работают следующие авиакомпании:

### Грузовые
1:1: Некоторые рейсы KLM в/из Амстердама в Дар-эс-Салам делают остановку на Килиманджаро, некоторые делают остановку на Занзибаре (с 10 декабря 2020 г.), а другие выполняются без пересадок. Однако авиакомпания не имеет права брать пассажиров на отрезке между Килиманджаро/Занзибаром и Дар-эс-Саламом..

## Статистика

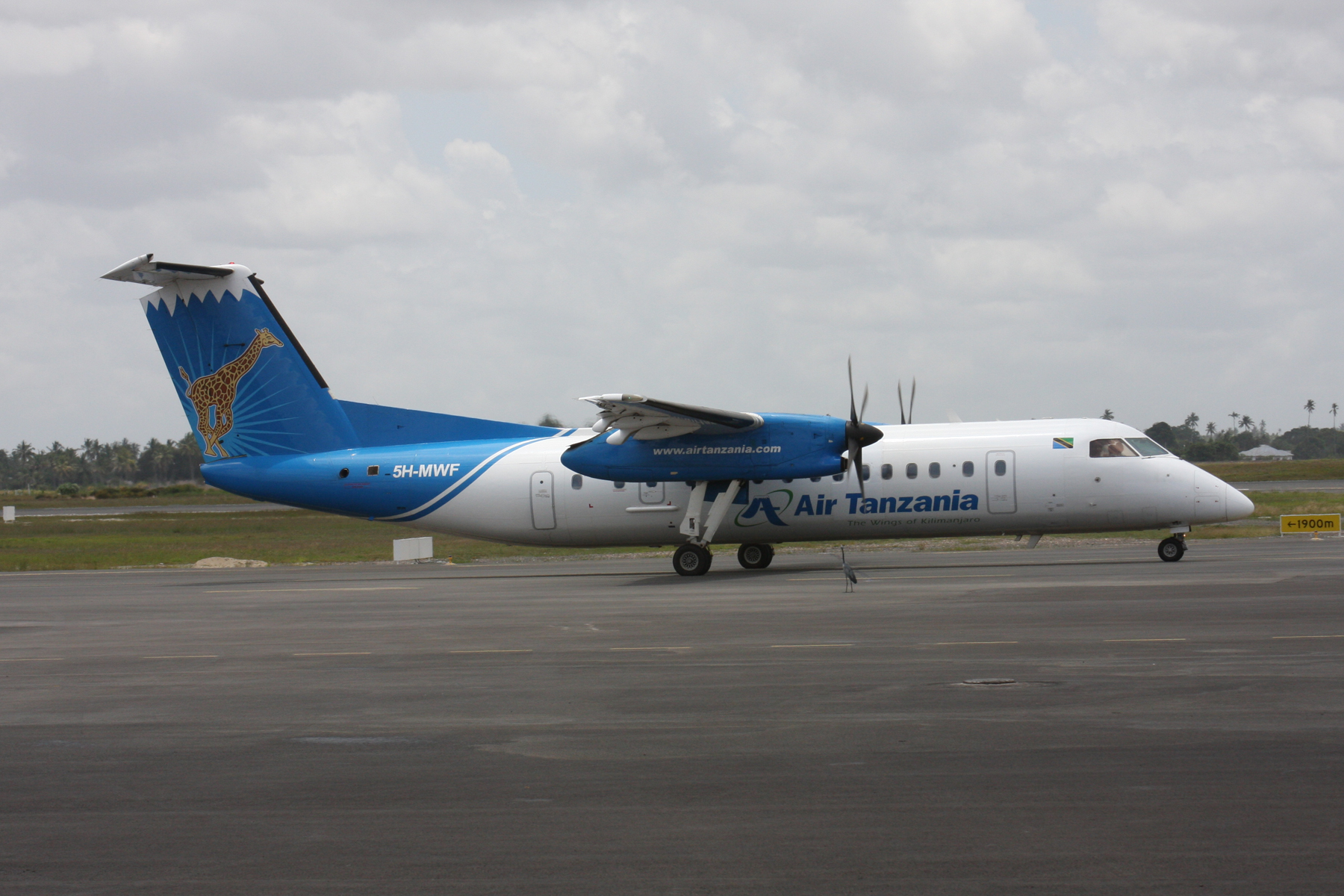
Air Tanzania — национальный перевозчик

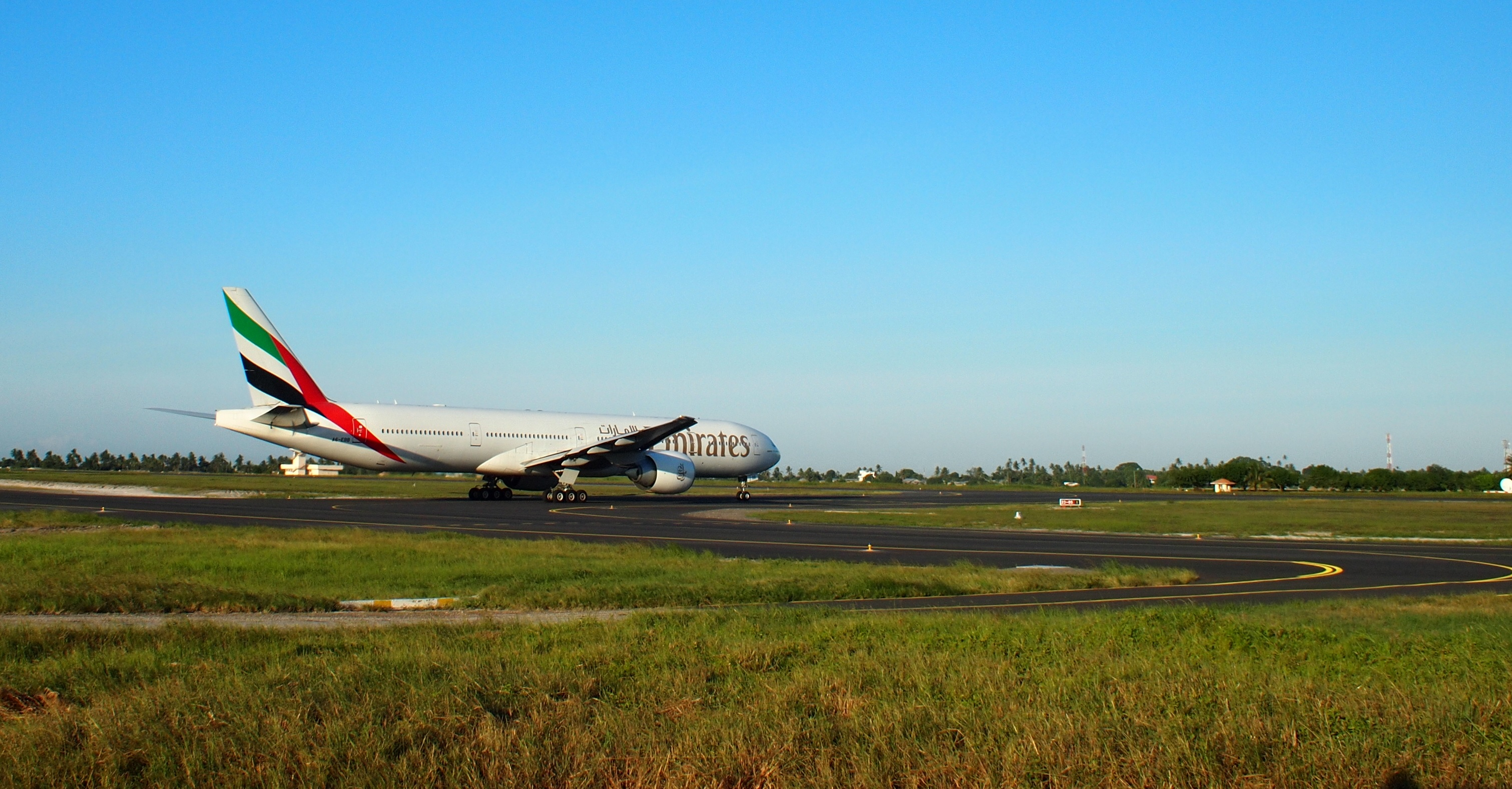
Самолет Emirates на рулежной дорожке

Данные из запроса в Викиданные.
|                   | 1999      | 2000      | 2001      | 2002      | 2003      | 2004      | 2005      |
| ----------------- | --------- | --------- | --------- | --------- | --------- | --------- | --------- |
| Взлетов/посадок   | 21,879    | 31,539    | 32,074    | 37,035    | 44,289    | 49,523    | 50,604    |
| Пассажиропоток    | 586,325   | 621,513   | 652,002   | 703,483   | 822,398   | 1,011,392 | 1,124,235 |
| Грузопоток (тонн) | 11,567    | 14,618    | 14,467    | 12,552    | 12,338    | 17,863    | 15,575    |
|                   | 2006      | 2007      | 2008      | 2009      | 2010      | 2011      | 2012      |
| Взлетов/посадок   | 53,218    | 55,938    | 61,954    | 57,790    | 62,620    | 70,460    | 75,564    |
| Пассажиропоток    | 1,249,419 | 1,450,558 | 1,542,778 | 1,422,846 | 1,556,410 | 1,829,219 | 2,088,282 |
| Грузопоток (тонн) | 15,617    | 18,456    | 23,039    | 18,844    | 19,675    | 23,946    | 25,412    |
|                   | 2013      | 2014      | 2015      | 2016      | 2017      | 2018      | 2019      |
| Взлетов/посадок   | 77,185    | 77,990    | 75,240    | 75,749    | 74,286    | 71,420    | 69,970    |
| Пассажиропоток    | 2,348,819 | 2,478,055 | 2,496,394 | 2,469,356 | 2,385,456 | 2,417,090 | 2,390,265 |
| Грузопоток (тонн) | 21,891    | 21,255    | 22,014    | 17,398    | 17,031    | 16,162    | 15,898    |

## Аварии и происшествия
- 3 января 1950 года рейс United Air Services, самолет Avro Anson C.19 с регистрационным номером VP-TAT разбился при заходе на посадку в Дар-эс-Саламе. Погибли оба пилота грузового самолета.[31]
- 18 мая 1989 года рейс Аэрофлота на Ил-62 был захвачен южноафриканцем после вылета из Луанды, Ангола. Террорист был вооружен гранатой и пытался взять в заложники пассажиров самолета, среди которых были члены Африканского Национального Конгресса. Угонщик был застрелен охранником при попытке пройти в кабину пилотов. Самолет продолжил свой рейс с запланированной остановкой в Дар-эс-Саламе.[32]
- 11 апреля 2014 года рейс Kenya Airways KQ-482, Embraer ERJ-190AR имел проблемы при посадке в условиях сильного дождя. Самолет съехал с ВПП. Все пассажиры и члены экипажа были эвакуированы, никто не погиб, 3 пассажира отделались легкими травмами.[33]